# 1792년 4월 4일 법령
1792년 4월 4일 법령은 프랑스 입법의회가 자유인인 유색자유민(프랑스어: gens de couleur libres)에게 동등한 권리를 부여한 법령이다.
이 법령은 노예제 폐지에 대한 보다 넓은 요구를 충족시키지 못하는 데에 그쳤다.

## 배경
코드 느와르(프랑스어: Code noir)에 따르면, "유색 자유민"은 식민지 정착민 및 그 후손과 동일한 권리를 누려야 하지만, 피부색에 대한 편견으로 인해 그들은 노예제 사회 질서를 지키려는 백인 정착민의 사실상 차별 대상이 되었다. 따라서 식민지 주민들은 인구 수에 유색 자유민을 포함하는 의회 대표를 요구했지만, 백인 정착민들 백인만이 자격을 갖기를 원했다. 이로 인해 유색 자유민들은 1789년 9월에 청원서를 작성하게 되었다. 자유 유색민의 요구는 앙투안 바르나브와 마시악 호텔 클럽(프랑스어: Club de l'hôtel de Massiac)과 맞서게 되었다.
1790년 말 생도맹그에서 일어난 유색 자유민의 반란은 실패로 끝났고, 그 지도자 뱅상 오제(프랑스어: Vincent Ogé)는 1791년 2월 25일 공개적인 장소에서 구타당했다. 이에 대한 반발로, 평등파 당원들은 1791년 5월 15일 에 자유민 아버지와 어머니에게서 태어난 유색 자유민도 시민으로 간주할 것을 강요하기에 이르렀다. 그러나 제한적인 이러한 방법은 1791년 9월 24일에 폐기되었고, 이로 인해 식민지에서 반란 지지자들이 강화되었다.
생도맹그 북부의 노예 반란에 대한 발표와, 입법의회에서 자크 피에르 브리소와 같은 흑인 친우회(프랑스어: Société des Amis des Noirs)의 영향력 있는 구성원이 등장한 것은 유색 자유민의 시민권에 대한 논쟁에 다시 불씨를 지피게 되었다. 1791년 12월 1일, 브리소는 "백인들과, 그들의 형제들과 정치적 권리의 평등을 주장하는 유색인들은 거의 모두 그들과 같이, 자유민이며, 소유자이며, 납세자이다."라고 단언하였다. 이러한 맥락에서 1792년 3월 28일 입법의회에서의 투표 이후 루이 16세는 1792년 4월 4일에 유색 자유민의 권리의 평등을 인정하는 법령을 공포했다. . 입법의회의 새 식민지 위원회 위원이 된 Julien Raimond가 초안을 제안하였다.
1792년 5월 27일, 생도맹그 식민지 의회는 1792년 4월 4일에 공포된 규정에 지지를 선언하였고, 과들루프와 마르티니크 식민지 의회도 각각 1792년 5월 31일과 1792년 6월 3일에 지지를 선언하였다. 이러한 수용은 1792년 7월 유색 자유민들의 군사적 승리에 의해 이루어졌다. 자유 유색 인종, 귀족으로 구성되고 블랑슈랑드(프랑스어: Blanchelande) 총독이 이끄는 유색 자유민 연합에 의해, 포르토프랭스에서 "급진적인 작은 백인들"이 제압된 것이다. 1792년 7월 5일, 서부 지방 의회는 이 법이 도착하자마자 법령의 공포된 사실을 밝혔다.
식민지에서 노예제의 지속은 1789년 8월 26일 인간과 시민의 권리선언이 뒷받침하는, 평등 원칙과 모순되지만, 이 법령은 노예 제도를 폐지하지 않고, 다만 "유색 자유민"에 대한 평등이라는 원칙을 인정할 뿐이다.
1792년 4월 4일 법령의 소극적인 진전은 1794년 2월 4일 노예제 폐지 법령이 발효될 노예제 폐지 요구를 약화시키지 못하였다.